# بزاخة
بُزَاخة جبل مشهور وعنده بئر مشهورة تحمل نفس الأسم، يقع في شمال نجد في السعودية، وتحديداً في منطقة حائل، ويبعد عن مدينة حائل عاصمة المنطقة 45 كم جنوباً، وقد ذكر جبل بزاخة في أشعار العرب في الجاهلية والإسلام، وحصل عنده عدد من المعارك والتي من أشهرها معركة بزاخة عام 11 هـ بين المسلمين بقيادة خالد بن الوليد والمرتدين في عهد الخليفة أبو بكر الصديق، كما وقع عنده أيضاً يوم بزاخة في الجاهلية والذي انتصرت فيه قبائل تميم على الغساسنة ملوك بصرى وقتلوا ملكهم محرق الغساني قال ابن رشيق القيرواني: «ومن أيام العرب في الجاهلية يوم بزاخة لبني ضبة من تميم على محرق الغساني وأخيه فارس مودود، أغارو على بني ضبة ببزاخة في طوائف من العرب من إياد وتغلب وغيرهما، فأدركتهم بنو ضبة، فأسر زيد الفوارس محرقاً، وأسر أخاه حبيش بن الدلف ثم قتلاهما بعد أن هزم من كان معهما، وقتل معهما عدة.» وفي ذلك يقول الفرزدق:
وقال القعقاع بن عمرو التميمي يذكر معركة بزاخة: